# L'amore è una dittatura
L'amore è una dittatura è un singolo del gruppo musicale italiano The Zen Circus, pubblicato il 6 febbraio 2019 come primo estratto dal primo album di raccolta Vivi si muore 1999-2019.
Il brano è stato presentato in gara al 69º Festival di Sanremo, dove si è piazzato al 17º posto in classifica.

## Classifiche
| Classifica (2019) | Posizione massima |
| ----------------- | ----------------- |
| Italia            | 47                |